# 카사라노

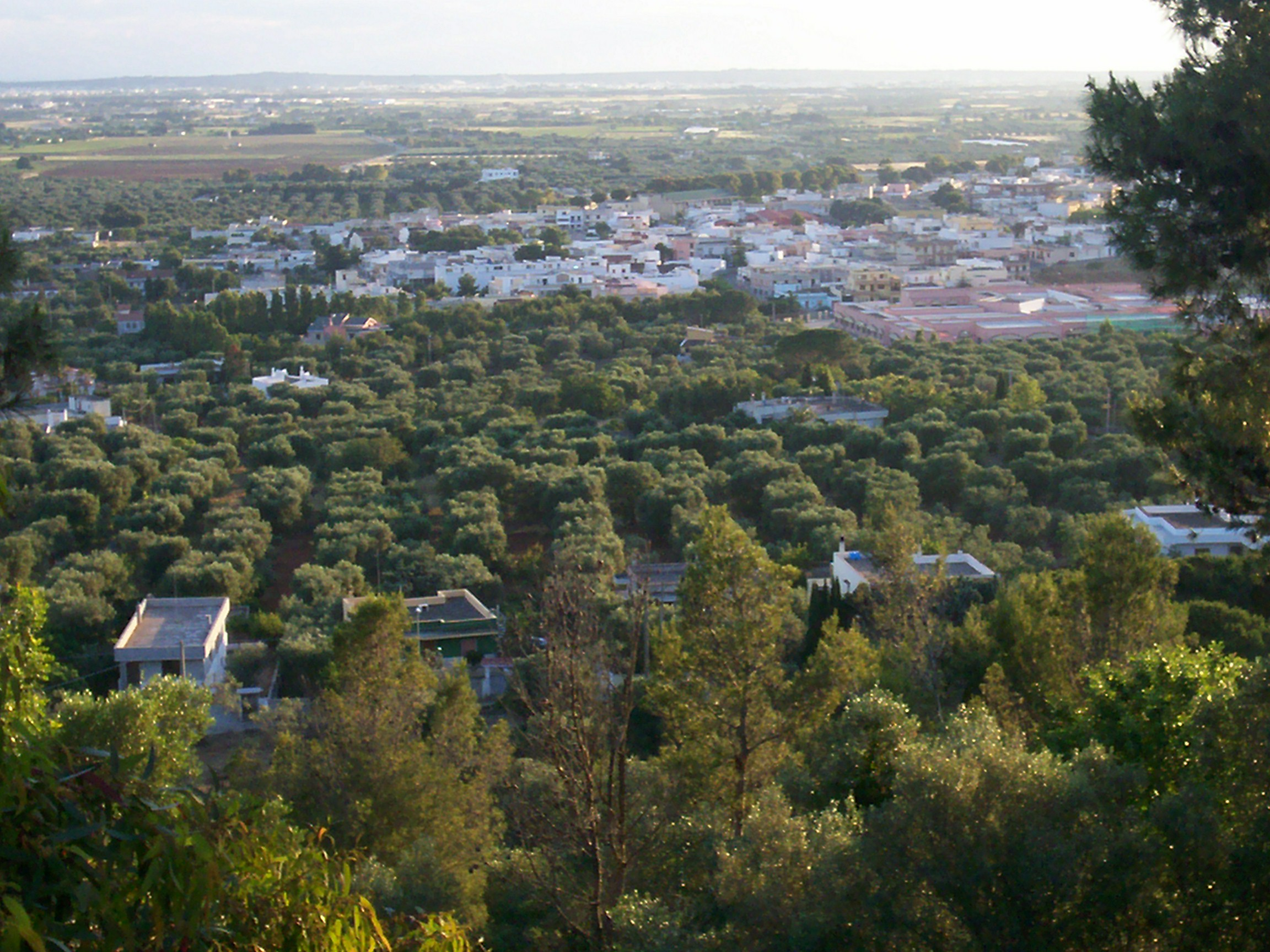
카사라노

카사라노(이탈리아어: Casarano)는 이탈리아 풀리아주 레체도에 위치한 코무네로 면적은 38km2, 높이는 109m, 인구는 21,554명(2008년 11월 기준), 인구 밀도는 570명/km2이다. 코무네의 경제는 농업을 중심으로 하고 있으며 주요 생산물로는 올리브유가 있다.